# Trauma (TV-serie)
Trauma är en amerikansk TV-serie om en grupp ambulanssjukvårdare och läkare i San Francisco. Huvudrollerna spelas av bland annat Anastasia Griffith, Cliff Curtis, Derek Luke och Jamey Sheridan. Serien hade premiär den 28 september 2009 på NBC och började sändas i Sverige den 14 december 2009 på TV3. Producent är Peter Berg.
Serien utspelar sig i San Francisco och handlar om en grupp ambulanssjukvårdare och läkare som tar spänningen ut på fältet där de behandlar människor som råkat ut för diverse olyckor.

## Rollista
- Cliff Curtis som Reuben "Rabbit" Palchuck
- Aimee Garcia som Marisa Benez
- Anastasia Griffith som Nancy Carnahan
- Taylor Kinney som Glenn Morrison
- Derek Luke som Cameron Boone
- Kevin Rankin som Tyler Briggs
- Jamey Sheridan som Dr. Joseph Saviano
- Scottie Thompson som Diana Van Dine